# روی جاکوبسن
روی جاکوبسن (انگلیسی: Roy Jacobsen؛ زادهٔ ۲۶ دسامبر ۱۹۵۴) نویسنده، زندگی‌نامه‌نویس و نویسنده داستانهای کوتاه اهل نروژ است.

## زندگی
روی جاکوبسن در حومه شهر اسلو به دنیا آمد. قبل از اینکه وارد کار حرفه‌ای نویسندگی بشود، مشاغل و کارهای بسیاری را امتحان کرد. در سن ۱۶ سالگی، توسط پلیس دستگیر و به مدت ۳۵ روز در زندان انفرادی نگهداری شد. وی پس از آن به جرم قاچاق سلاح و سرقت محکوم شد و با یک حکم تعلیقی به مدت شش ماه مواجه شد. وی در اسلو زندگی می‌کند.

## نویسندگی
وی انتشارات خود را در سال ۱۹۸۲ با نوشتن مجموعه داستانهای کوتاه Fangelic زندگی در زندان شروع کرد و جایزه بهترین نویسنده نروژ تحت عنوان Tarjei Vesaas' debutantpris از آن خود کرد. از سال ۱۹۹۰ او یک نویسنده تمام وقت و حرفه‌ای شد. بین سال‌های ۱۹۷۹– ۱۹۸۶ او در خانه مادری خود در نوردلاند در نروژ شمالی زندگی می‌کرد و زندگی در این محل زمینه ای برای پیشرفت غیرمنتظره او شد.
او برنده جایزه منتقد ادبیات نروژی می‌باشد و دو جایزه بهترین رمان را تحت عنوان ادبیات کشورهای نوردیک دریافت کرد. کتاب فاتحان در سال ۱۹۹۱ و یخبندان در سال ۲۰۰۴ از آثار او می‌باشد.
وی این شانس را بدست آورد که بیوگرافی تریگوه براتلی نخست‌وزیر نروژ ۱۹۹۵ و رئیس سابق حزب کارگر نروژ را تدوین کند.
شهر سوخته شگفت‌انگیز در سال ۲۰۰۸ در انگلیس منتشر شد.

## فهرست کتابها
- Fangeliv - داستان کوتاه، (۱۹۸۲)
- Hjertetrøbbel - رمان، (۱۹۸۴)
- تامی - رمان، (۱۹۸۵)
- آب جدید – رمان انگلیسی (۱۹۸۷)
- ویرجین - رمان (۱۹۸۸)
- اورسولا - کتاب کودکان (۱۹۹۰)
- قهرمانان پیروزی - رمان، (۱۹۹۱)
- بازوی راست - داستان کوتاه، (۱۹۹۴)
- اسماعیل - رمان، (۱۹۹۸)
- پرندگان و سربازان - داستان کوتاه، (۲۰۰۱)
- پنجره جدید - داستان کوتاه، (۲۰۰۲)
- یخبندان - رمان، (۲۰۰۳)
- نامرئی - رمان، (۲۰۱۳)
- دریای سفید - رمان، (۲۰۱۵)

## جوائز
- نخستین جایزه تارجی ویسااس در سال ۱۹۸۲ بخاطر کتاب Fangeliv
- جایزه Cappelen 1987
- جایزه بهترین نقد ادبی ۱۹۸۹
- جایزه کتابفروشی‌ها ۱۹۹۱
- میراث Scheibler 1991
- جایزه Ivar Lo 1994
- جایزه هنرمند شهر اسلو ۱۹۹۴
- جایزه ادبیات ملی سال ۲۰۰۳
- جایزه Gyldendal 2005
- جایزه جوانان منتقد ۲۰۰۶